# صدف‌های تریتون
صدف‌های تریتون (نام علمی: Charonia) نام یک سرده از بلندشکم‌پایان است.تریتون نام نوعی سوسمار یا سمندر نیز هست که تولید مثل نرزایی دارد. یعنی گامت نر به تنهایی تقسیم و جاندار مشابهی را پدید می آوردد